# Дорчестер (Нью-Брансвік)
Дорчестер (англ. Dorchester) — село в Канаді, у провінції Нью-Брансвік, у складі графства Вестморленд.

## Населення
За даними перепису 2016 року, село нараховувало 1096 осіб, показавши скорочення на 6,1%, порівняно з 2011-м роком. Середня густина населення становила 189,3 осіб/км².
З офіційних мов обидвома одночасно володіли 75 жителів, тільки англійською — 355, тільки французькою — 5. Усього 5 осіб вважали рідною мовою не одну з офіційних.
Працездатне населення становило 53,3% усього населення, рівень безробіття — 17,5%.
Середній дохід на особу становив $32 457 (медіана $28 501), при цьому для чоловіків — $34 353, а для жінок $30 610 (медіани — $36 992 та $23 616 відповідно).
31,1% мешканців мали закінчену шкільну освіту, не мали закінченої шкільної освіти — 24,3%, 44,6% мали післяшкільну освіту, з яких 9,1% мали диплом бакалавра, або вищий.
| Статево-вікова структура населення | Статево-вікова структура населення | Статево-вікова структура населення | Статево-вікова структура населення | Статево-вікова структура населення |
| ---------------------------------- | ---------------------------------- | ---------------------------------- | ---------------------------------- | ---------------------------------- |
|                                    |                                    |                                    |                                    |                                    |
| Всього                             | Всього                             | 80,0%20,0%                         |                                    |                                    |
| 0 — 14 років                       | 0 — 14 років                       |                                    | 5,9%                               | 5,9%                               |
| 15 — 64 років                      | 15 — 64 років                      |                                    | 79,1%                              | 79,1%                              |
| 65 і більше                        | 65 і більше                        |                                    | 15%                                | 15%                                |
| 85 і більше                        | 85 і більше                        |                                    | 0,9%                               | 0,9%                               |
| Середній вік (років)               | Середній вік (років)               | 45,546,9                           | 45,8                               | 45,8                               |
| Медіана (років)                    | Медіана (років)                    | 45,949,8                           | 46,4                               | 46,4                               |
| — чоловіки — жінки                 |                                    |                                    |                                    |                                    |

| Походження мешканців:     | Походження мешканців:     | Походження мешканців: | Походження мешканців: | Походження мешканців: |
| ------------------------- | ------------------------- | --------------------- | --------------------- | --------------------- |
| Походження                |                           |                       | осіб                  | %                     |
| Корінні американці        | Корінні американці        |                       | 40                    | 9.64%                 |
| Інше північноамериканське | Інше північноамериканське |                       | 175                   | 42.17%                |
| Європейське               | Європейське               |                       | 305                   | 73.49%                |
| британське                | британське                |                       | 230                   | 55.42%                |
| французьке                | французьке                |                       | 110                   | 26.51%                |

## Клімат
Середня річна температура становить 5,6°C, середня максимальна – 21,7°C, а середня мінімальна – -13,5°C. Середня річна кількість опадів – 1 195 мм.
| Клімат поселення                              | Клімат поселення | Клімат поселення | Клімат поселення | Клімат поселення | Клімат поселення | Клімат поселення | Клімат поселення | Клімат поселення | Клімат поселення | Клімат поселення | Клімат поселення | Клімат поселення | Клімат поселення |
| Показник                                      | Січ.             | Лют.             | Бер.             | Квіт.            | Трав.            | Черв.            | Лип.             | Серп.            | Вер.             | Жовт.            | Лист.            | Груд.            |                  |
| Середній максимум, °C                         | −2,02            | −1,17            | 3,52             | 9,29             | 15,36            | 20,28            | 21,64            | 21,66            | 17,66            | 12,05            | 6,54             | −0,12            |                  |
| Середня температура, °C                       | −7,79            | −6,92            | −2,25            | 3,53             | 9,60             | 14,53            | 17,78            | 17,80            | 13,81            | 8,18             | 2,69             | −3,96            |                  |
| Середній мінімум, °C                          | −13,54           | −12,69           | −8,01            | −2,23            | 3,85             | 8,76             | 13,93            | 13,96            | 9,94             | 4,33             | −1,16            | −7,83            |                  |
| Норма опадів, мм                              | 109              | 86               | 102              | 89               | 101              | 97               | 95               | 84               | 94               | 106              | 114              | 118              |                  |
| Середньомісячна швидкість вітру, м/с          | 4.76             | 4.66             | 4.74             | 4.58             | 4.19             | 3.77             | 3.47             | 3.38             | 3.71             | 4.19             | 4.50             | 4.84             |                  |
| Середньомісячна сонячна радіація, кДж/м²·день | 5155             | 8564             | 12192            | 15088            | 18130            | 20350            | 20060            | 17682            | 13330            | 8509             | 4927             | 3930             |                  |
| --------------------------------------------- | ---------------- | ---------------- | ---------------- | ---------------- | ---------------- | ---------------- | ---------------- | ---------------- | ---------------- | ---------------- | ---------------- | ---------------- | ---------------- |
| Джерело:                                      |                  |                  |                  |                  |                  |                  |                  |                  |                  |                  |                  |                  |                  |